# Chiezo Maruyama
Chiezo Maruyama (jap. 丸山千恵蔵 Maruyama Chiezo; ur. 15 maja 2002) – japoński zapaśnik walczący w stylu klasycznym. Zajął piąte miejsce na mistrzostw Azji w 2023. 
Trzeci na MŚ U-23 w 2023, a także na MŚ juniorów w 2022 roku.